# Cantó de la Costa Radiant
El cantó de la Costa Radiant (La Côte Radieuse en francès) era una divisió administrativa francesa, situada a la Catalunya del Nord, al departament dels Pirineus Orientals.

## Composició
El cantó de la Costa Radiant estava compost per 4 comunes del Rosselló:
- Sant Cebrià de Rosselló (capital del cantó)
- Alenyà
- la Torre d'Elna
- Salelles

Les tres primeres pertanyen a la Comunitat de Comunes Sud Rosselló, mentre que Salelles form part de la Comunitat d'aglomeració de Perpinyà-Mediterrània.

## Història
El Cantó de la Costa Radiant fou creat el 1982 (decret n. 82-84 de 25 de gener de 1982) arran de la divisió del cantó de Perpinyà-3 en la qual va perdre la major part del territori situat fora de Perpinyà, és a dir, les comunes d'Alenyà, Cabestany, Canet de Rosselló i Sant Nazari de Rosselló, en aquell moment unides en una sola comuna les dues darreres (capital), la Torre d'Elna, Sant Cebrià de Rosselló i Salelles.
El 1985 (decret n. 85-149 de 31 de gener 1985) va perdre la comuna de Cabestany incorporada al cantó de Perpinyà-3, i el 1997 (decret del 21 de febrer de 1997) els de Canet de Rosselló i Sant Nazari de Rosselló incorporats al nou cantó de Canet de Rosselló.
Amb la nova divisió administrativa del 2014, aquest cantó va desaparèixer, i les seves comunes foren repartides entre els cantons de la Costa Sorrosa (Salelles i Sant Cebrià de Rosselló) i de la Plana d'Illiberis (Alenyà i la Torre d'Elna).

## Consellers generals
| Data d'elecció | Identitat     | Partit           | Qualitat |                                   |
| -------------- | ------------- | ---------------- | -------- | --------------------------------- |
| 1982           | 2001          | Monique Grinard  | RPR      |                                   |
| 2001           | 2009          | Jacques Bouille  | UMP      | batlle de Sant Cebrià de Rosselló |
| 2009           | Moment actual | Mauricette Fabre | UMP      |                                   |